# Alanis Morissette-diszkográfia
Alanis Morissette kanadai énekesnő diszkográfiája.

## Albumok
| Év   | Album                                                   | Listás helyezések | Listás helyezések | Listás helyezések | Listás helyezések | Listás helyezések | Listás helyezések | Listás helyezések | Listás helyezések | Listás helyezések | Listás helyezések | Listás helyezések | Eladások/Díjak                                                                |
| Év   | Album                                                   | HU                | USA               | UK                | CAN               | AUS               | FRA               | DEU               | ITA               | ISR               | CHE               | POL               | Eladások/Díjak                                                                |
| ---- | ------------------------------------------------------- | ----------------- | ----------------- | ----------------- | ----------------- | ----------------- | ----------------- | ----------------- | ----------------- | ----------------- | ----------------- | ----------------- | ----------------------------------------------------------------------------- |
| 1991 | Alanis 1 Első stúdióalbum                               | –                 | –                 | –                 | 25                | –                 | –                 | –                 | –                 | –                 | –                 | –                 | Kanadai eladások: 200,000                                                     |
| 1992 | Now Is the Time 1 Második stúdióalbum                   | –                 | –                 | –                 | –                 | –                 | –                 | –                 | –                 | –                 | –                 | –                 | Kanadai eladások: 50,000                                                      |
| 1995 | Jagged Little Pill Harmadik stúdióalbum                 | 10                | 1                 | 1                 | 1                 | 1                 | 6                 | 3                 | 2                 | 1                 | 2                 | 1                 | Eladások világszerte: 30 millió USA díjak: 16x platina; eladások: 14,5 millió |
| 1998 | Supposed Former Infatuation Junkie Negyedik stúdióalbum | -                 | 1                 | 3                 | 1                 | 2                 | 5                 | 1                 | 1                 | 1                 | 1                 | 4                 | Eladások világszerte: 10 millió USA díjak: 3x platina; eladások: 2,6 millió   |
| 1999 | Alanis Unplugged Koncertalbum                           | -                 | 63                | 56                | ?                 | ?                 | ?                 | 5                 | 6                 | ?                 | 4                 | ?                 | Eladások világszerte: 3 millió USA díjak: Arany; eladások: 630,000            |
| 2002 | Under Rug Swept Ötödik stúdióalbum                      | 13                | 1                 | 2                 | 1                 | 1                 | 2                 | 1                 | 1                 | 2                 | 1                 | 3                 | Eladások világszerte:6 millió USA díjak: Platina; eladások: 1 millió          |
| 2002 | Feast on Scraps Ritkaságok – CD/DVD                     | -                 | 194               | -                 | -                 | -                 | -                 | -                 | -                 | -                 | -                 | -                 | Eladások világszerte: 200 000 USA eladások: 73,000                            |
| 2004 | So-Called Chaos Hatodik stúdióalbum                     | -                 | 5                 | 8                 | 2                 | 15                | 5                 | 1                 | 4                 | 12                | 2                 | 17                | Eladások világszerte: 3 millió USA eladások: 456,000                          |
| 2005 | Jagged Little Pill Acoustic Akusztikus album            | -                 | 50                | 12                | 19                | 21                | 8                 | 15                | 38                | 15                | 5                 | -                 | Eladások világszerte: 1 millió USA eladások: 308,000                          |
| 2005 | The Collection Slágerek és ritkaságok válogatása        | -                 | 51                | 44                | -                 | -                 | -                 | 18                | 16                | 7                 | 9                 | 5                 | Eladások világszerte: 1 millió USA eladások: 103,000                          |
| 2008 | Flavors of Entanglement Hetedik stúdióalbum             |                   |                   |                   |                   |                   |                   |                   |                   |                   |                   |                   | Eladások világszerte: USA eladások:                                           |

1 Csak Kanadában jelent meg.

## EP-k
- Space Cakes (Japán, 1995)

## Boxed Set
- Singles Box (Ausztrália, 1996)

## Digitális albumok
- ITunes Originals – Alanis Morissette (iTunes, 2004)

## Kislemezek
| Év   | Cím                                 | Listás helyezések | Listás helyezések | Listás helyezések | Listás helyezések  | Listás helyezések   | Listás helyezések | Listás helyezések | Listás helyezések | Listás helyezések | Listás helyezések | Listás helyezések | Listás helyezések | Listás helyezések | Album                                         |
| Év   | Cím                                 | HU                | CAN               | U.S.A. Hot 100    | U.S.A. Modern Rock | U.S.A. Adult Top 40 | U.S.A. Top 40/Pop | UK                | AUS               | BRA               | GER               | SPA               | ITA               | SWE               | Album                                         |
| ---- | ----------------------------------- | ----------------- | ----------------- | ----------------- | ------------------ | ------------------- | ----------------- | ----------------- | ----------------- | ----------------- | ----------------- | ----------------- | ----------------- | ----------------- | --------------------------------------------- |
| 1991 | "Too Hot"                           |                   | 14                |                   |                    |                     |                   |                   |                   |                   |                   |                   |                   |                   | Alanis                                        |
| 1991 | "Walk Away"                         |                   | 35                |                   |                    |                     |                   |                   |                   |                   |                   |                   |                   |                   | Alanis                                        |
| 1991 | "Feel Your Love"                    |                   | 24                |                   |                    |                     |                   |                   |                   |                   |                   |                   |                   |                   | Alanis                                        |
| 1992 | "Plastic"                           |                   | 67                |                   |                    |                     |                   |                   |                   |                   |                   |                   |                   |                   | Alanis                                        |
| 1992 | "An Emotion Away"                   |                   | 24                |                   |                    |                     |                   |                   |                   |                   |                   |                   |                   |                   | Now Is the Time                               |
| 1993 | "No Apologies"                      |                   | 14                |                   |                    |                     |                   |                   |                   |                   |                   |                   |                   |                   | Now Is the Time                               |
| 1993 | "Real World"                        |                   | 84                |                   |                    |                     |                   |                   |                   |                   |                   |                   |                   |                   | Now Is the Time                               |
| 1993 | "(Change Is) Never a Waste of Time" |                   | 30                |                   |                    |                     |                   |                   |                   |                   |                   |                   |                   |                   | Now Is the Time                               |
| 1995 | "You Oughta Know"                   |                   | 20                | 63                | 1                  |                     | 7                 | 22                | 4                 | 1                 |                   |                   |                   | 38                | Jagged Little Pill                            |
| 1995 | "Hand in My Pocket"                 |                   | 1                 | 151               | 1                  | 25                  | 4                 | 26                | 13                | 1                 |                   | 3                 | 6                 | 45                | Jagged Little Pill                            |
| 1995 | "All I Really Want"*                |                   |                   | 651               | 14                 |                     |                   |                   |                   |                   |                   |                   |                   |                   | Jagged Little Pill                            |
| 1996 | "Ironic"                            |                   | 1                 | 4                 | 1                  | 5                   | 1                 | 11                | 3                 | 1                 | 8                 | 1                 | 1                 | 24                | Jagged Little Pill                            |
| 1996 | "You Learn"                         |                   | 1                 | 6                 | 7                  | 3                   | 1                 | 24                | 20                | 1                 |                   |                   | 8                 |                   | Jagged Little Pill                            |
| 1996 | "Head over Feet"                    |                   | 1                 | 31                | 25                 | 1                   | 1                 | 7                 | 12                | 73                |                   |                   |                   |                   | Jagged Little Pill                            |
| 1997 | "All I Really Want"                 |                   | 2                 |                   |                    |                     |                   | 59                | 40                |                   |                   | 33                |                   |                   | Jagged Little Pill                            |
| 1998 | "Uninvited"                         |                   | 7                 | 41                | 26                 | 3                   | 1                 |                   |                   | 1                 |                   |                   |                   |                   | City of Angels: Music from the Motion Picture |
| 1998 | "Thank U"                           |                   | 1                 | 17                | 12                 | 1                   | 2                 | 5                 | 15                | 1                 | 19                | 1                 | 6                 | 49                | Supposed Former Infatuation Junkie            |
| 1998 | "Joining You"                       |                   | 40                |                   | 16                 |                     |                   | 28                |                   |                   | 28                |                   |                   |                   | Supposed Former Infatuation Junkie            |
| 1999 | "Unsent"                            |                   | 9                 | 58                |                    | 14                  | 21                |                   | 85                |                   |                   |                   |                   |                   | Supposed Former Infatuation Junkie            |
| 1999 | "So Pure"                           |                   | 14                |                   |                    | 25                  | 38                | 38                |                   | 12                |                   |                   |                   |                   | Supposed Former Infatuation Junkie            |
| 1999 | "That I Would Be Good"              |                   | 41                |                   |                    | 24                  |                   |                   |                   |                   |                   |                   |                   |                   | Alanis Unplugged                              |
| 2000 | "King of Pain"                      |                   |                   |                   |                    |                     |                   |                   |                   | 1                 |                   |                   |                   |                   | Alanis Unplugged                              |
| 2000 | "You Learn"                         |                   |                   |                   |                    |                     |                   |                   |                   |                   |                   |                   |                   |                   | Alanis Unplugged                              |
| 2002 | "Hands Clean"                       |                   | 1                 | 23                |                    | 3                   | 19                | 12                | 9                 | 1                 | 18                | 5                 | 3                 | 32                | Under Rug Swept                               |
| 2002 | "Precious Illusions"                | 9                 | 4                 |                   |                    | 16                  |                   | 53                | 41                | 8                 | 77                | 23                |                   |                   | Under Rug Swept                               |
| 2004 | "Everything"                        |                   | 3                 | 76                |                    | 4                   |                   | 22                | 15                |                   | 29                | 20                | 6                 |                   | So-Called Chaos                               |
| 2004 | "Out Is Through"                    |                   |                   |                   |                    |                     |                   | 56                |                   |                   | 75                | 32                |                   |                   | So-Called Chaos                               |
| 2004 | "Eight Easy Steps"                  |                   |                   |                   |                    | 27                  |                   |                   |                   |                   |                   | 40                |                   |                   | So-Called Chaos                               |
| 2005 | "Hand in My Pocket" (acoustic)      |                   | 23                |                   |                    |                     |                   |                   |                   | 28                | 58                | 7                 | 42                |                   | Jagged Little Pill Acoustic                   |
| 2005 | "Crazy" (Seal feldolgozás)          | 254               | 29                | 1042              |                    | 10                  | 95                | 65                | 61                | 11                | 38                | 23                | 3                 | 57                | The Collection                                |
| 2008 | "Underneath"                        |                   |                   |                   |                    |                     |                   |                   |                   |                   |                   |                   |                   |                   | Flavors of Entanglement                       |

- 1 Hot 100 airplay helyezés.
- 2 A kislemez nem jutott be a Hot 100-ba csak a Bubbling Under Hot 10-be.
- 3 A "You Oughta Know eredetileg nem került fel a listára 1995-ben! A "You Learn" kislemezen volt egy élő verziója a dalnak és a dalt a "You Learn"-nel vették egybe, így került fel a listára, 1996 közepétől 1997 elejéig.
- 4 A Crazy nem került fel a MAHASZ top kislemezeinek listájára csak az Editor's Choice rádiós játszási listáján szerepelt. / A Precious Illusions a kislemezlistára került fel 9.-ként! /

### Promóciós kislemezek
- "Uninvited" (City of Angels, 1998) – Ausztrália, Németország, Japán
- "Still" (Dogma: Music from the Motion Picture, 2000)
- "Princes Familiar" (Alanis Unplugged, 2000) – Brazília
- "Flinch" (Under Rug Swept, 2002) – Brazília
- "Surrendering" (Under Rug Swept, 2002) – Kanada
- "21 Things I Want in a Lover" (Under Rug Swept, 2002) – Latin-Amerika
- "Simple Together" (Feast on Scraps, 2002) – Németország
- "Utopia" (Under Rug Swept, 2003) – U.S.A.
- "So Unsexy" (Feast on Scraps, 2003) – Brazília
- "Offer" (Feast on Scraps, 2004) – Brazília
- "Excuses" (So-Called Chaos, 2004) – Brazília
- "You Learn" (Jagged Little Pill Acoustic, 2005) – Japán
- "Perfect" (Jagged Little Pill Acoustic, 2005) – Brazília
- "Wunderkind" (Narnia Krónikái: Az oroszlán, a boszorkány és a ruhásszekrény filmzene, 2006) – Japán, Fülöp-szigetek

## Nem megjelent dalok, B-sides
Jagged Little Pill
- Bottom Line
- Beautiful Intent
- Aura
- No Avalon
- Superstar Wonderful Weirdos

Supposed Former Infatuation Junkie
- No Pressure Over Cappuccino
- King of Intimidation
- Death of Cinderella
- Gorgeous
- London
- Pray for Peace
- The Weekend Song
- A Year Like This One
- These R The Thoughts
- Princes Familiar
- Higher

Under Rug Swept
- Awakening Americans
- Symptoms

A következő dalok feltűntek a Feast on Scraps EP-n
- Fear of Bliss
- Bent for You
- Sorry to Myself
- Sister Blister
- Offer
- Unprodigal Daughter
- Simple Together
- Purgatorying

## Vendégszereplések
- A "Spoon" és a "Don't Drink the Water" című dalokban ének.A "Halloween"-ben pedig beszéd. (Before These Crowded Streets Dave Matthews Band, 1998)
- "Uninvited" (Angyalok városa filmzene, 1998)
- "Mindfield", "Drift Away" és "I Was Walkin" (Vertical Man Ringo Starr, 1998)
- "Still" (Dogma filmzene, 1999)
- "Mercy", "Hope", "Innocence", és "Faith" (The Prayer Cycle, 1999)
- "Are You Still Mad" élő fellépés (Live in the X Lounge II jótékonysági album, 1999)
- "Excess" (Blowback Tricky, 2001)
- "Let's Do It (Let's Fall in Love)" (De-Lovely filmzene, 2004)
- "Wunderkind" (Narnia Krónikái: Az oroszlán, a boszorkány és a ruhásszekrény filmzene, 2005)

## Videók, DVD-k
- Jagged Little Pill, Live (1997)
- Alanis Morissette: Live in the Navajo Nation (2002)
- Feast on Scraps (DVD/CD, 2002)
- VH1 Storytellers: Alanis Morissette (2005)
- The Collection (speciális, limitált kiadás CD/DVD, 2005)